# Chrząszcze drapieżne Chile
Chrząszcze drapieżne Chile – ogół taksonów owadów z podrzędu chrząszczy drapieżnych (Adephaga), których występowanie stwierdzono na terenie Chile.
lista nie jest kompletna

## Geadephaga

### Biegaczowate(Carabidae)
W Chile stwierdzono m.in.:

#### Broscinae
- Barypus bonvouloiri
- Barypus parallelus
- Barypus clivinoides
- Barypus giaii
- Cascellius gravesii
- Cascellius septentrionali
- Creobius eydouxii
- Microbarypus silvicola
- Nothobroscus chilensis
- Nothocascellius aeneoniger
- Nothocascellius hyadesii

#### Carabinae
- Calosoma bridgesi
- Calosoma rufipenne
- Calosoma vagans
- Ceroglossus buqueti
- Ceroglossus chilensis
- Ceroglossus darwini
- Ceroglossus guerini
- Ceroglossus magellanicus
- Ceroglossus ochsenii
- Ceroglossus speciosus
- Ceroglossus suturalis

#### Harpalinae
- Abropus carnifex
- Allendia chilensis
- Apterodromites saizi
- pieszek czarnogłowy (Calathus melanocephalus)
- Callidula vianai
- Callidula orfilai
- Catascopellus crassiceps
- Chaudoirina nigrofasciata
- Chlaenius virescens
- Cnemalobus araucanus
- Cnemalobus convexus
- Cnemalobus cyaneus
- Cnemalobus cylindricus
- Cnemalobus germaini
- Cnemalobus nuria
- Cnemalobus obscurus
- Cnemalobus pulchellus
- Cnemalobus sulciferus
- Cnemalobus striatipennis
- Criniventer rufus
- Dromius elongatulus
- Euproctinus fasciatus
- Eutogenius fuscus
- Eutogenius magellanicus
- Falsodromius erythropus
- Kuschelinus insularis
- Lebia azurea
- Lebia platensis
- Metius annulicornis
- Metius flavipes
- Metius femoralis
- Metius gigas
- Metius malachiticus
- Mimophilorhizus chilensis
- Mimodromites chilensis
- Mimodromites guttula
- Mimodromites nigrotestaceus
- Mimodromites philippi
- Mimodromius bicolor
- Nemaglossa brevis
- Oxoides obscura
- Paramecus laevigatus
- Plagiotelum irinum
- Plochionus monogrammus
- Pristonychus complanatus
- Selenophorus variabilis
- Tetragonoderus chalceus
- Tetragonoderus chilensis

#### Migadopinae
- Antarctonomus complanatus
- Migadopidius bimaculatus
- Migadops latus

#### Psydrinae
- Bembidiomorphum convexum

#### Paussinae
- Pachyteles gracilis
- Tropopsis biguttatus
- Tropopsis marginicollis

#### Trechinae
- Aemalodera centromaculata
- Aemalodera dentimaculata
- Aemalodera limbata
- Aemalodera testacea
- Bembidium chlorostictum
- Elaphrophus yunax
- Homaloderes germaini
- Kenodactyllus audouini
- Nothotrechisibus hornensis
- Oxytrechus fasciger
- Paratachys hydrophilus
- Plocamoperyphus mandibularis
- Pseudotrepanes derbesi
- Putzeysius quadriceps
- Thalassobius testaceus
- Trechichomimus aphaenops
- Trechisibus australis

#### Trzyszczowate(Cicindelinae)
- Cicindela chilensis
- Cicindela gormazi
- Cicindela nahuelbutae
- Cicindelidia trifasciata
- Megacephala latreillei
- Pycnochila fallaciosa

### Trachypachidae
W Chile stwierdzono m.in.:
- Systolosoma brevis
- Systolosoma lateritium

## Hydradephaga

### Flisakowate(Haliplidae)
W Chile stwierdzono m.in.:
- Haliplus fuscipennis
- Haliplus indistinctus
- Haliplus subseriatus
- Haliplus valdiviensis

### Krętakowate(Gyrinidae)
W Chile stwierdzono m.in.:
- Andogyrus ellipticus
- Andogyrus seriatopunctatus
- Gyrinus chiliensis
- Gyrinus subcostulatus

### Noteridae
W Chile stwierdzono m.in.:
- Canthydrus remato

### Pływakowate(Dytiscidae)
W Chile stwierdzono m.in.:

- Agametrus peruvianus
- Agabus valdiviensis
- Anisomeria bistriata
- Copelatus insolitus
- Desmopachria ovalis
- Laccophilus chilensis
- Laccophilus yvietae
- Laccornellus copelatoides
- Lancetes angusticollis
- Lancetes arauco
- Lancetes claussi
- Lancetes flavipes
- Lancetes flavoscutatus
- Lancetes immarginatus
- Lancetes kuscheli
- Lancetes debilis
- Lancetes mixtus
- Lancetes nigriceps
- Lancetes praemorsus
- Lancetes tarsalis
- Lancetes towianicus
- Lancetes varius
- Leuronectes darlingtoni
- Leuronectes gaudichaudi
- Liodessus skottsbergi
- Liodessus chilensis
- Liodessus delfini
- Liodessus patagonicus
- Liodessus strobeli
- Megadytes australis
- Megadytes glaucus
- Platynectes magellanicus
- Rhantus antarcticus
- Rhantus calidus
- Rhantus nitidus
- Rhantus obscuricollis
- Rhantus signatus
- Rhantus validus